# Apella (Sparta)
Apella (Oudgrieks: Ἀπέλλα) was in het antieke Sparta de naam van de volksvergadering, de raad waartoe alle homoioi behoorden.

## Geschiedenis
Volgens de Griekse overlevering zou de apella ingesteld – of gereorganiseerd (?) – zijn door de legendarische wetgever Lycurgus. Volwaardig lid werd je pas op je dertigste. De leden van de apella vergaderden in principe eenmaal per maand, en werden daartoe samengeroepen, aanvankelijk door de koningen, vanaf de 6e eeuw v.Chr. echter door de eforen.

## Activiteiten en bevoegdheden
De leden van de apella bespraken en stemden over de wetsvoorstellen (ῥήτραι / rhètrai) ingediend door de eforen of door de gerousia.
De bevoegdheid van de apella omvatte onder meer:
- eventuele wetswijzigingen;
- beslissingen inzake betwistingen bij de rechtmatige opvolging van koningen;
- aanstelling en mandatering van militaire bevelhebbers;
- verkiezing van nieuwe eforen, magistraten en leden van de gerousia;
- beslissing over oorlog en vrede en het sluiten van verdragen

Het dient wel vermeld dat betrouwbare critici van het regime (onder wie de Atheense filosoof Aristoteles) ernstige bedenkingen formuleerden over het eerlijk verloop van deze "verkiezingen"!